# راکتا
راکتا (روسی: Ракета؛ IPA: [rɐˈkʲɛtə]) شرکت ساعت‌سازی روسی است، که در سال ۱۹۸۵ تأسیس شد.